# International Engine of the Year
International Engine of the Year – doroczny konkurs silników spalinowych i elektrycznych stosowanych w samochodach osobowych, organizowany przez UKIP Media & Events Automotive Magazines. Silniki są oceniane przez jury złożone z dziennikarzy motoryzacyjnych z całego świata, a pierwsza edycja konkursu odbyła się w 1999 roku. Jurorem konkursu reprezentującym Polskę jest Szczepan Mroczek. 
Nagroda jest przyznawana za szereg własności silnika, takich jak ekonomiczność, równość pracy, oraz hałas i osiągi. Jury ocenia poprzez "subiektywne wrażenia z jazdy oraz własną techniczną wiedzę".
Silniki są podzielone na klasy:
- Poniżej 1 litra pojemności skokowej
- 1-1,4 litra
- 1,4-1,8 litra
- 1,8-2,0 litrów
- 2-2,5 litra
- 2,5-3 litrów
- 3-4 litrów
- Powyżej 4 litrów pojemności.

Oprócz zwycięstwa w każdej z tych klas, silnik może też otrzymać nagrodę międzynarodowego silnika roku – nagrodę tę otrzymuje najlepszy silnik spośród wszystkich 8 klas. Przyznawane są także nagrody: Green Engine of the Year (gdzie głównym kryterium jest ekonomia i ekologiczność), najlepszy nowy silnik i silnik o najlepszych osiągach.

## Laureaci nagrody
| category                                      | 1999                           | 2000                           | 2001                                      | 2002                                                   | 2003                                            | 2004                                            | 2005                                                                                  | 2006 | 2007 | 2008 | 2009 | 2010 | 2011 | 2012 | 2013 |
| International Engine of the Year              | Toyota 1SZ-FE 1.0 L Yaris      | Honda 1.0 L IMA Insight        | BMW S54 3.2 L M3                          | BMW N62 4.4 L Valvetronic                              | Mazda 1.3 L Renesis RX-8                        | Toyota 1NZ-FXE 1.5 L Hybrid Synergy Drive Prius | BMW S85B50 5.0 L V10 M5/M6                                                            | BMW S85B50 5.0 L V10 M5/M6 | BMW 3.0 L N54B30 Twin Turbo 135i/335i/535i/X6 | BMW 3.0 L N54B30 Twin Turbo 135i/335i/535i/X6 | Volkswagen 1.4 L TSI "Twincharger" Golf/Scirocco/Jetta /Touran/Tiguan Ibiza Cupra | Volkswagen 1.4 L TSI "Twincharger" Golf/Scirocco/Jetta /Touran/Tiguan Ibiza Cupra | Fiat 875 cm3 TwinAir Fiat 500 | Ford 999 cm3 EcoBoost trzycylindrowy turbodoładowany Ford Focus/Fiesta/B-Max/C-Max/Grand C-Max | Ford 999 cm3 EcoBoost trzycylindrowy turbodoładowany Ford Focus/Fiesta/B-Max/C-Max/Grand C-Max |
| Najlepszy nowy silnik                         | Nie przyznano                  | Nie przyznano                  | BMW S54 3.2 L M3                          | BMW N62 4.4 L Valvetronic                              | Mazda 1.3 L Renesis RX-8                        | Toyota 1NZ-FXE 1.5 L Hybrid Synergy Drive Prius | BMW S85 5.0 L V10 M5/M6                                                               | Volkswagen 1.4 L TSI "Twincharger" Golf | BMW 3.0 L N54B30 Twin Turbo 335i | BMW N47D 2.0 L Diesel Twin Turbo 123d | Porsche 3.8 L B6 911 Carrera S | Fiat 1.4 L MultiAir Turbo Alfa Romeo MiTo/Giulietta | Fiat 875 cm3 TwinAir Fiat 500 | Ford 999 cm3 EcoBoost trzycylindrowy turbodoładowany Ford Focus | Volkswagen 1.4 L TSI ACT Golf |
| Najlepsze zużycie paliwa / Ekologiczny silnik | Volkswagen 1.2 L TDI 3L        | Honda 1.0 L IMA Insight        | Honda 1.0 L IMA Insight                   | Honda 1.0 L IMA Insight                                | Honda 1.3 L IMA Civic                           | Toyota 1NZ-FXE 1.5 L Hybrid Synergy Drive Prius | Toyota 1NZ-FXE 1.5 L Hybrid Synergy Drive Prius                                       | Toyota 1NZ-FXE 1.5 L Hybrid Synergy Drive Prius | Toyota 1NZ-FXE 1.5 L Hybrid Synergy Drive Prius | Toyota 1NZ-FXE 1.5 L Hybrid Synergy Drive Prius | Volkswagen 1.4 L TSI "Twincharger" Golf/Scirocco/Jetta /Touran/Tiguan Ibiza Cupra | Toyota 2ZR-FXE 1.8 L Hybrydowy Toyota Prius/Auris | Fiat 875 cm3 TwinAir Fiat 500 | GM 1.4 L Ecotec range extender Chevrolet Volt, Opel Ampera | Fiat 875 cm3 TwinAir CNG Fiat 500L, Panda Lancia Ypsilon |
| Najlepszy silnik wyczynowy                    | Nie przyznano                  | Nie przyznano                  | Nie przyznano                             | Nie przyznano                                          | Mercedes-AMG M113 E55ML 5.4 L CL55/E55/S55/SL55 | Mercedes-AMG M275 6.0 L V12 S65/CL65/SL65       | BMW S85B50 5.0 L V10 M5/M6                                                            | BMW S85B50 5.0 L V10 M5/M6 | BMW S85B50 5.0 L V10 M5/M6 | Porsche 3.6 L Turbo 911 Turbo/ GT2 | Mercedes-AMG M156 6.2 L V8 C63/S63/SL63/CL63/E63/CLS63/ML63 | Mercedes-AMG M156 6.2 L V8 C63/S63/SL63/CL63/E63/CLS63/ML63 | Ferrari F136FB 4.5 L V8 458 Italia/458 Spider | Ferrari F136FB 4.5 L V8 458 Italia/458 Spider | Ferrari 6.3 L V12 Ferrari F12 Berlinetta |
| Poniżej 1 litra                               | Toyota 1SZ-FE 1.0 L Yaris      | Honda 1.0 L IMA Insight        | Honda 1.0 L IMA Insight                   | Honda 1.0 L IMA Insight                                | Honda 1.0 L IMA Insight                         | Honda 1.0 L IMA Insight                         | Honda 1.0 L IMA Insight                                                               | Honda 1.0 L IMA Insight | Toyota 1KR-FE 1.0 L trzycylindrowy VVT-i Aygo/IQ/Yaris/C1/107 | Toyota 1KR-FE 1.0 L trzycylindrowy VVT-i Aygo/IQ/Yaris/C1/107 | Toyota 1KR-FE 1.0 L trzycylindrowy VVT-i Aygo/IQ/Yaris/C1/107 | Toyota 1KR-FE 1.0 L trzycylindrowy VVT-i Aygo/IQ/Yaris/C1/107 | Fiat 875 cm3 TwinAir Fiat 500 | Ford 999 cm3 EcoBoost trzycylindrowy turbodoładowany Ford Focus | Ford 999 cm3 EcoBoost trzycylindrowy turbodoładowany Ford Focus |
| 1.0 litr do 1.4 litra                         | Volkswagen 1.2 L TDI 3L        | Toyota 2NZ-FE 1.3 L VVT-i      | Volkswagen 1.4 L TDI                      | Honda 1.3 L IMA Civic                                  | Honda 1.3 L IMA Civic                           | Honda 1.3 L IMA Civic                           | Fiat SDE 1.3 L MultiJet                                                               | Volkswagen 1.4 L TSI Twincharger VW Polo, Beetle, Golf,Golf Plus,Golf Cabriolet, Scirocco, Eos, Jetta, Tiguan, Sharan, Touran,CrossTouran,CrossTouran CNG, Passat CNG/ Audi A1, Audi A3/ SEAT Ibiza FR,Ibiza Cupra,Ibiza Cupra Boncanegra, Leon Cupra, Alhambra/ Skoda Fabia RS | Volkswagen 1.4 L TSI Twincharger VW Polo, Beetle, Golf,Golf Plus,Golf Cabriolet, Scirocco, Eos, Jetta, Tiguan, Sharan, Touran,CrossTouran,CrossTouran CNG, Passat CNG/ Audi A1, Audi A3/ SEAT Ibiza FR,Ibiza Cupra,Ibiza Cupra Boncanegra, Leon Cupra, Alhambra/ Skoda Fabia RS | Volkswagen 1.4 L TSI Twincharger VW Polo, Beetle, Golf,Golf Plus,Golf Cabriolet, Scirocco, Eos, Jetta, Tiguan, Sharan, Touran,CrossTouran,CrossTouran CNG, Passat CNG/ Audi A1, Audi A3/ SEAT Ibiza FR,Ibiza Cupra,Ibiza Cupra Boncanegra, Leon Cupra, Alhambra/ Skoda Fabia RS | Volkswagen 1.4 L TSI Twincharger VW Polo, Beetle, Golf,Golf Plus,Golf Cabriolet, Scirocco, Eos, Jetta, Tiguan, Sharan, Touran,CrossTouran,CrossTouran CNG, Passat CNG/ Audi A1, Audi A3/ SEAT Ibiza FR,Ibiza Cupra,Ibiza Cupra Boncanegra, Leon Cupra, Alhambra/ Skoda Fabia RS | Volkswagen 1.4 L TSI Twincharger VW Polo, Beetle, Golf,Golf Plus,Golf Cabriolet, Scirocco, Eos, Jetta, Tiguan, Sharan, Touran,CrossTouran,CrossTouran CNG, Passat CNG/ Audi A1, Audi A3/ SEAT Ibiza FR,Ibiza Cupra,Ibiza Cupra Boncanegra, Leon Cupra, Alhambra/ Skoda Fabia RS | Volkswagen 1.4 L TSI Twincharger VW Polo, Beetle, Golf,Golf Plus,Golf Cabriolet, Scirocco, Eos, Jetta, Tiguan, Sharan, Touran,CrossTouran,CrossTouran CNG, Passat CNG/ Audi A1, Audi A3/ SEAT Ibiza FR,Ibiza Cupra,Ibiza Cupra Boncanegra, Leon Cupra, Alhambra/ Skoda Fabia RS | Volkswagen 1.4 L TSI Twincharger VW Polo, Beetle, Golf,Golf Plus,Golf Cabriolet, Scirocco, Eos, Jetta, Tiguan, Sharan, Touran,CrossTouran,CrossTouran CNG, Passat CNG/ Audi A1, Audi A3/ SEAT Ibiza FR,Ibiza Cupra,Ibiza Cupra Boncanegra, Leon Cupra, Alhambra/ Skoda Fabia RS | Volkswagen 1.4 L TSI Twincharger VW Polo, Beetle, Golf,Golf Plus,Golf Cabriolet, Scirocco, Eos, Jetta, Tiguan, Sharan, Touran,CrossTouran,CrossTouran CNG, Passat CNG/ Audi A1, Audi A3/ SEAT Ibiza FR,Ibiza Cupra,Ibiza Cupra Boncanegra, Leon Cupra, Alhambra/ Skoda Fabia RS |
| 1,4 litra do 1,8 litra                        | Toyota 1NZ-FXE Hybrydowy Prius | Honda Accord 1.8 L             | BMW N42 1.8 L Valvetronic                 | Toyota 2ZZ-GE 1.8 L VVTL-i Celica/Corolla /Elise/Exige | BMW 1.6 L Supercharged MINI Cooper S            | Toyota 1NZ-FXE 1.5 L Hybrid Synergy Drive Prius | Toyota 1NZ-FXE 1.5 L Hybrid Synergy Drive Prius                                       | Toyota 1NZ-FXE 1.5 L Hybrid Synergy Drive Prius | BMW–PSA 1.6 L Turbo Prince MINI Hatchback, Clubman, Countryman, Coupe/Roadster Peugeot 207,207 CC, 208, 308,308 CC, RCZ, 3008, 508, 5008 DS3,DS3 Racing, DS4,DS4 Racing, Citroen C5, DS5, C4 Picasso,Grand Picasso                                                              | BMW–PSA 1.6 L Turbo Prince MINI Hatchback, Clubman, Countryman, Coupe/Roadster Peugeot 207,207 CC, 208, 308,308 CC, RCZ, 3008, 508, 5008 DS3,DS3 Racing, DS4,DS4 Racing, Citroen C5, DS5, C4 Picasso,Grand Picasso                                                              | BMW–PSA 1.6 L Turbo Prince MINI Hatchback, Clubman, Countryman, Coupe/Roadster Peugeot 207,207 CC, 208, 308,308 CC, RCZ, 3008, 508, 5008 DS3,DS3 Racing, DS4,DS4 Racing, Citroen C5, DS5, C4 Picasso,Grand Picasso                                                              | BMW–PSA 1.6 L Turbo Prince MINI Hatchback, Clubman, Countryman, Coupe/Roadster Peugeot 207,207 CC, 208, 308,308 CC, RCZ, 3008, 508, 5008 DS3,DS3 Racing, DS4,DS4 Racing, Citroen C5, DS5, C4 Picasso,Grand Picasso                                                              | BMW–PSA 1.6 L Turbo Prince MINI Hatchback, Clubman, Countryman, Coupe/Roadster Peugeot 207,207 CC, 208, 308,308 CC, RCZ, 3008, 508, 5008 DS3,DS3 Racing, DS4,DS4 Racing, Citroen C5, DS5, C4 Picasso,Grand Picasso                                                              | BMW–PSA 1.6 L Turbo Prince MINI Hatchback, Clubman, Countryman, Coupe/Roadster Peugeot 207,207 CC, 208, 308,308 CC, RCZ, 3008, 508, 5008 DS3,DS3 Racing, DS4,DS4 Racing, Citroen C5, DS5, C4 Picasso,Grand Picasso                                                              | BMW–PSA 1.6 L Turbo Prince MINI Hatchback, Clubman, Countryman, Coupe/Roadster Peugeot 207,207 CC, 208, 308,308 CC, RCZ, 3008, 508, 5008 DS3,DS3 Racing, DS4,DS4 Racing, Citroen C5, DS5, C4 Picasso,Grand Picasso                                                              |
| 1,8 litra do 2,0 litrów                       | Volkswagen 1.9 L 110PS TDI     | Honda S2000 2.0 L              | Honda S2000 2.0 L                         | Honda S2000 2.0 L                                      | Honda S2000 2.0 L                               | Honda S2000 2.0 L                               | Volkswagen 2.0 L FSI Turbo A3/A4/A6/TT/Eos/Jetta/Golf GTI/Scirocco/Octavia/Altea/Leon | Volkswagen 2.0 L FSI Turbo A3/A4/A6/TT/Eos/Jetta/Golf GTI/Scirocco/Octavia/Altea/Leon | Volkswagen 2.0 L FSI Turbo A3/A4/A6/TT/Eos/Jetta/Golf GTI/Scirocco/Octavia/Altea/Leon | Volkswagen 2.0 L FSI Turbo A3/A4/A6/TT/Eos/Jetta/Golf GTI/Scirocco/Octavia/Altea/Leon | Audi 2.0 L TFSI A4/A5/Q5/Golf GTI | BMW N47D 2.0 L Diesel Twin Turbo 123d/X1 XDrive23d | BMW N47D 2.0 L Diesel Twin Turbo 123d/X1 XDrive23d | BMW N20B20 2.0 L turbo 125i/320i/328i/520i/ Z4 20i(E89/Z4 s Drive 28i (E89)/ X1 20i/X1 28i/X3 20i | BMW N20B20 2.0 L turbo 125i/320i/328i/520i/ Z4 20i(E89/Z4 s Drive 28i (E89)/ X1 20i/X1 28i/X3 20i |
| 2.0 litrów do 2.5 litra                       | Audi 2.5 L V6 TDI A4/A6/A8     | Alfa Romeo 2.5 L V6 156/166    | PSA Peugeot Citroën DW12 2.2 L HDi C5/607 | PSA Peugeot Citroën DW12 2.2 L HDi C5/607              | BMW M54 2.5 L 325i/X3/525i/Z4                   | BMW M54 2.5 L 325i/X3/525i/Z4                   | Honda 2.2 L i-CTDi                                                                    | Subaru 2.5 L turbo EJ255 Impreza/ Forester/ 9-2X | BMW 2.5 L N52B25 325/525/X3/Z4 | Subaru EJ257 2.5 L Boxer Turbo Forester/Impreza | Mercedes-Benz OM651 2.1 L Diesel BlueEfficiency C250 CDi/E200 CDi,E220 CDi,E250 CDi | Audi 2.5 L 20v pięciocylindrowy turbodoładowany Audi TT RS/Audi RS3 Sportback | Audi 2.5 L 20v pięciocylindrowy turbodoładowany Audi TT RS/Audi RS3 Sportback | Audi 2.5 L 20v pięciocylindrowy turbodoładowany Audi TT RS/Audi RS3 Sportback | Audi 2.5 L 20v pięciocylindrowy turbodoładowany Audi TT RS/Audi RS3 Sportback |
| 2,5 litra do 3,0 litrów                       | BMW M57D30 2.9 L               | BMW M57D30 2.9 L               | BMW M57D30 2.9 L                          | BMW M57D30 2.9 L                                       | Mazda 1.3 L Renesis RX-8                        | Mazda 1.3 L Renesis RX-8                        | BMW M57TUD30 3.0 L Twin-Turbo 535d                                                    | BMW M57TUD30 3.0 L Twin-Turbo 535d | BMW 3.0 L N54B30 Twin Turbo 135i/1 M Coupe/335i/335is/535i/ X3 35i/X5 35i/X6 35i/Z4 (E89)/740i | BMW 3.0 L N54B30 Twin Turbo 135i/1 M Coupe/335i/335is/535i/ X3 35i/X5 35i/X6 35i/Z4 (E89)/740i | BMW 3.0 L N54B30 Twin Turbo 135i/1 M Coupe/335i/335is/535i/ X3 35i/X5 35i/X6 35i/Z4 (E89)/740i | BMW 3.0 L N54B30 Twin Turbo 135i/1 M Coupe/335i/335is/535i/ X3 35i/X5 35i/X6 35i/Z4 (E89)/740i | BMW 3.0 L N54B30 Twin Turbo 135i/1 M Coupe/335i/335is/535i/ X3 35i/X5 35i/X6 35i/Z4 (E89)/740i | BMW 3.0 L N54B30 Twin Turbo 135i/1 M Coupe/335i/335is/535i/ X3 35i/X5 35i/X6 35i/Z4 (E89)/740i | Porsche 2.7 L DI Boxter/Cayman |
| 3,0 litrów do 4,0 litrów                      | BMW M67D39 3.9 L V8 E38 740d   | BMW M67D39 3.9 L V8 E38 740d   | BMW S54B32 3.2 L M3                       | BMW S54B32 3.2 L M3                                    | BMW S54B32 3.2 L M3                             | BMW S54B32 3.2 L M3                             | BMW S54B32 3.2 L M3                                                                   | BMW S54B32 3.2 L M3 | Porsche 3.6 L turbo 911 Turbo | BMW S65B40 4.0 L V8 M3 | BMW S65B40 4.0 L V8 M3 | BMW S65B40 4.0 L V8 M3 | BMW S65B40 4.0 L V8 M3 | BMW S65B40 4.0 L V8 M3 | McLaren M838T 3.8 L V8 MP4-12C/ |
| Powyżej 4,0 litrów                            | BMW M73 5.4 L V12              | Ferrari F133 5.5 L V12 456/550 | Ferrari F133 5.5 L V12 456/550            | BMW N62B44 4.4 L Valvetronic                           | Volkswagen 5.0 L V10 TDI Touareg / Phaeton      | Volkswagen 5.0 L V10 TDI Touareg / Phaeton      | BMW S85B50 5.0 L V10 M5/M6                                                            | BMW S85B50 5.0 L V10 M5/M6 | BMW S85B50 5.0 L V10 M5/M6 | BMW S85B50 5.0 L V10 M5/M6 | Mercedes-AMG M156 6.2 L V8 C63/S63/SL63/CL63/E63/CLS63/ML63 | Mercedes-AMG M156 6.2 L V8 C63/S63/SL63/CL63/E63/CLS63/ML63 | Ferrari F136FB 4.5 L V8 458 Italia/458 Spider | Ferrari F136FB 4.5 L V8 458 Italia/458 Spider | Ferrari 6.3 L V12 Ferrari F12 Berlinetta |
| Najlepszy koncept                             | DaimlerChrysler Necar 4        | DaimlerChrysler Necar 4        | Saab SVC                                  | GM AUTOnomy                                            | Nie przyznano                                   | Nie przyznano                                   | Nie przyznano                                                                         | Nie przyznano | Nie przyznano | Nie przyznano | Nie przyznano | Nie przyznano | Nie przyznano | Nie przyznano | Nie przyznano |
| Najlepszy Ekoprzyjazny                        | Toyota 1NZ-FXE Prius Hybryda   | Toyota 1NZ-FXE Prius Hybryda   | Nie przyznano                             | Nie przyznano                                          | Nie przyznano                                   | Nie przyznano                                   | Nie przyznano                                                                         | Nie przyznano | Nie przyznano | Nie przyznano | Nie przyznano | Nie przyznano | Nie przyznano | Nie przyznano | Nie przyznano |
| kategoria                                     | 1999                           | 2000                           | 2001                                      | 2002                                                   | 2003                                            | 2004                                            | 2005                                                                                  | 2006 | 2007 | 2008 | 2009 | 2010 | 2011 | 2012 | 2013 |

## Ranking laureatów
| Producent             | Nagrody | Nagród głównych |
| BMW                   | 56      | 6               |
| Volkswagen/Audi       | 29      | 2               |
| Toyota                | 22      | 2               |
| Honda                 | 22      | 1               |
| Daimler/Mercedes-Benz | 9       | -               |
| Fiat/Alfa Romeo       | 8       | 1               |
| Ferrari               | 8       | -               |
| BMW-PSA               | 7       | -               |
| Ford                  | 5       | 2               |
| Mazda                 | 4       | 1               |
| Porsche               | 4       | -               |
| PSA Peugeot Citroën   | 2       | -               |
| GM/Saab               | 2       | -               |
| Subaru                | 2       | -               |